# Émetteur d'ondes radioélectriques
Pour les articles homonymes, voir Émetteur.
Un émetteur d’ondes radioélectriques est un équipement électronique de télécommunications, qui par l’intermédiaire d’une antenne radioélectrique, rayonne des ondes électromagnétiques dans l’espace.
Le signal transmis par ces ondes radioélectriques peut être un programme de radiodiffusion (radio, télévision), une télécommande, une conversation (radiotéléphonie), une liaison de données informatiques, une impulsion de télédétection radar.
Le contenu d’un émetteur radio varie donc énormément en taille, prix et conception, selon les applications, d’un simple « porte-clés » pour commander un portail, à une station de radiodiffusion d’un mégawatt, muni d’une antenne de plusieurs centaines de mètres comme l’émetteur d'Allouis.

## Vocabulaire
Un « émetteur-récepteur » ou « transceiver » est un équipement combinant émetteur et récepteur pour assurer une liaison bidirectionnelle.
Un répéteur ou « relais » est un équipement combinant un récepteur et un émetteur pour propager une liaison sur une distance plus grande qu’un émetteur simple. Le répéteur utilise les mêmes bandes de fréquences pour l’émission et la réception. Dans le cas contraire, lorsqu’il utilise des bandes de fréquences différentes (cas des satellites par exemple), on parle de transpondeur.
Un émetteur peut être une installation autonome, ou au contraire un équipement intégré dans un système, par exemple dans un radar.
Cet article traite des aspects techniques actuels relatifs à l'émission radioélectrique, les liens et articles détaillés permettant de connaître les détails concernant chaque application.

## Histoire

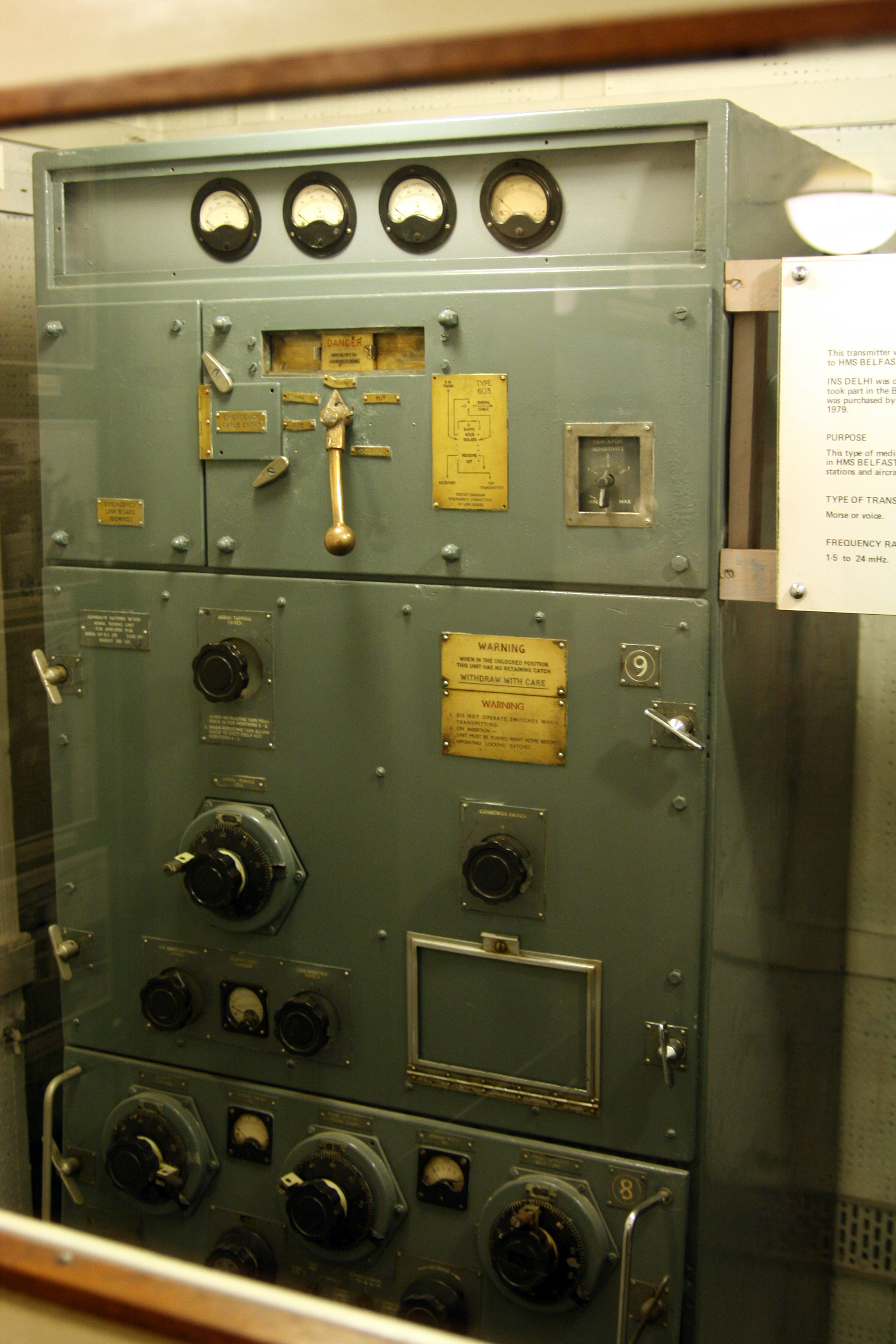
Émetteur de navire 1945

La technique de l’émission radio a beaucoup évolué au cours de l’histoire, depuis les émetteurs à étincelle, puis à ondes amorties, à l’apparition des tubes électroniques, puis des semi-conducteurs de puissance HF.

## Réglementation
L’espace hertzien étant une ressource partagée, les fréquences, puissances et modulations utilisables par service sont réglementées et normalisées par les administrations :
- mondialement par l’UIT et les World Radio Conferences pour les allocations internationales ;
- par les administrations nationales pour les licences ou allocations de fréquence à l’intérieur des bandes et règles internationales, ou ne perturbant pas au-delà des frontières.

De manière générale, l’émission sur la plupart des bandes est réservée à des services précis (radio maritime, radioamateurs, télévision, radar, etc.), d’autres sont libres dans des limites de puissance définies (cibiste, ISM), d’autres émissions sont totalement libres, par exemple en très basse fréquence, ou en bande térahertz.

## Fonctionnalités
La fonction générale d’un émetteur radio est de transformer le signal utile contenant l’information en onde radioélectrique de puissance suffisante pour assurer la liaison à un récepteur. Il assure donc successivement :
- la modulation du signal, en amplitude (AM), fréquence (FM), phase (PM) ou impulsion. Celle-ci est précédée éventuellement du traitement du signal et du codage ;
- l’amplification à la puissance souhaitée, très variable, de quelques milliwatts en Wi-Fi, à quelques mégawatts en télécommunications sous-marines ;
- le couplage à l’espace hertzien par l’intermédiaire de l’antenne, celle-ci pouvant éventuellement être rotative ou orientable.

Ces spécifications principales de fréquence, modulation, puissance, gains d’antenne, sont liées par le bilan de liaison nécessaire à l’application.

## Caractéristiques générales

### Puissance rayonnée
La puissance isotrope équivalente rayonnée, ou PIRE est la caractéristique essentielle de la portée d’une liaison, donc de la couverture d’un émetteur.
C’est la puissance générée par l’amplificateur final, multipliée par le gain de l’antenne dans la direction du ou des récepteurs (les pertes de la ligne et autres pertes, devant être retranchées). 
En radiodiffusion AM, les antennes étant généralement omnidirectionnelles, et de gain proche de l’unité, les stations sont souvent définies par leur puissance radioélectrique seule.
En télévision terrestre, les antennes sont généralement omnidirectionnelles, mais avec un rayonnement maximum vers l’horizon. La PIRE est alors très supérieure à la puissance radioélectrique.
En faisceaux hertziens, diffusion satellitaire ou radar, le gain d’antenne, généralement de type parabole, peut atteindre 40 à 60 dB.
Le cas des émetteurs radar est particulier, puisqu’il s’agit d’impulsions. La puissance utile pour l’équation du radar est la puissance crête, alors que la puissance moyenne, qui définit la puissance d’alimentation, la dissipation thermique et le risque sanitaire, est très inférieure (soit quelques % de la puissance crête).

### Émissions parasites
Un émetteur peut émettre, outre le signal utile, plusieurs types de signaux non désirés :
- les émissions harmoniques, dues aux non-linéarités de l’étage final. Ces harmoniques sont des fréquences multiples de la fréquence d'émission. Elles sont réduites par filtrage entre émetteur et antenne ;
- des émissions dans les canaux proches, dues également à la non-linéarité de l’étage final par intermodulation, ou au manque de filtrage dans les étages de modulation ;
- des émissions parasites diverses, non harmoniques et loin du canal. Elles peuvent être dues aux changements de fréquence, fuites d’oscillateurs, etc. Une conception de filtrage interne et de blindages mutuels les minimise, ainsi qu’un choix correct de plan de fréquence ;
- des émissions parasites dues à des oscillations temporaires de l’étage final en certains points de tension ou de charge. Ces émissions peuvent être très puissantes, mais doivent être considérées comme un défaut anormal. Elles sont éliminées par blindage correct entre entrée et sortie, et éventuellement par neutrodynage.

Toutes ces émissions parasites sont spécifiées par des normes de l’UIT, selon la puissance, la fréquence et le type de service. Ces normes sont d’autant plus sévères que la portée de l’émetteur est grande, donc sa puissance élevée, ou que le service est actif dans une zone dense. Ainsi, un émetteur de radiodiffusion peut être spécifié à −60 dB ou plus pour toute émission hors bande.

### Zone de couverture
La puissance rayonnée, la distance et la propagation définissent le niveau de réception, selon l’équation des télécommunications. Inversement, un émetteur permet de transmettre avec une qualité acceptable dans une zone, en supposant un type de station de réception donné. Cette couverture permet de définir les auditeurs possibles en radiodiffusion ou télévision, ou le service dans un réseau.
La couverture peut être définie avec précision si la propagation est stable, et les lobes d’antennes précisément connus, comme en télévision satellitaire ou en téléphonie mobile. Au contraire, la propagation fluctuante MF ou HF, ne permet que des couvertures statistiques, ou variables selon le jour et l’heure. 

## Fonctionnement

### Architecture

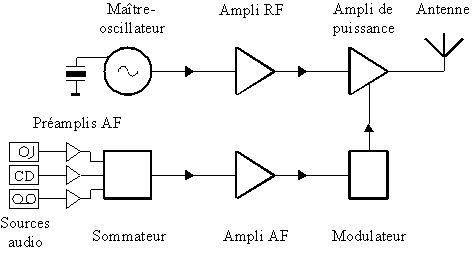
Émetteur AM simple

L’architecture d’un émetteur varie beaucoup selon les applications, particulièrement selon qu’il est monofréquence, comme en radiodiffusion, multifréquence comme en radiotéléphonie, à large bande comme en communications militaires, ainsi que selon le type de modulation.
L’émetteur le plus simple monofréquence en modulation d’amplitude comporte :
- une source à la fréquence de porteuse, généralement issue d’un oscillateur à quartz ;
- un amplificateur de puissance modulé en amplitude par le signal amplifié ;
- une antenne couplée à la sortie de l’amplificateur.

En radiodiffusion, les étages de bas niveau, ou « étages de signal » comportant oscillateur, modulateur, filtres, génèrent le signal modulé ou porteuse à une puissance de quelques watts. Ils sont appelés exciter. L’amplificateur de puissance qui suit est parfois appelé simplement « émetteur ».
En radiotéléphonie HF, VHF ou UHF, la nécessité de choix de canal ou de fréquence peut amener à une architecture à changement de fréquence, similaire à celle d’un récepteur, permettant de moduler et de filtrer à une fréquence fixe.
En radar de puissance, le schéma le plus simple est un auto-oscillateur de type magnétron, remplacé par des amplificateurs pour les radars à traitement de signal.

### Générateur de fréquence
Comme en réception, la génération de fréquence porteuse utilise des techniques variées, oscillateur à quartz fixe ou commuté, multiplicateur de fréquence, ou synthétiseur. Les émetteurs ayant une fonction de diffusion du temps ou de radionavigation comme en LORAN utilisent un maître oscillateur à horloge atomique (au césium ou rubidium).

### Étage de puissance

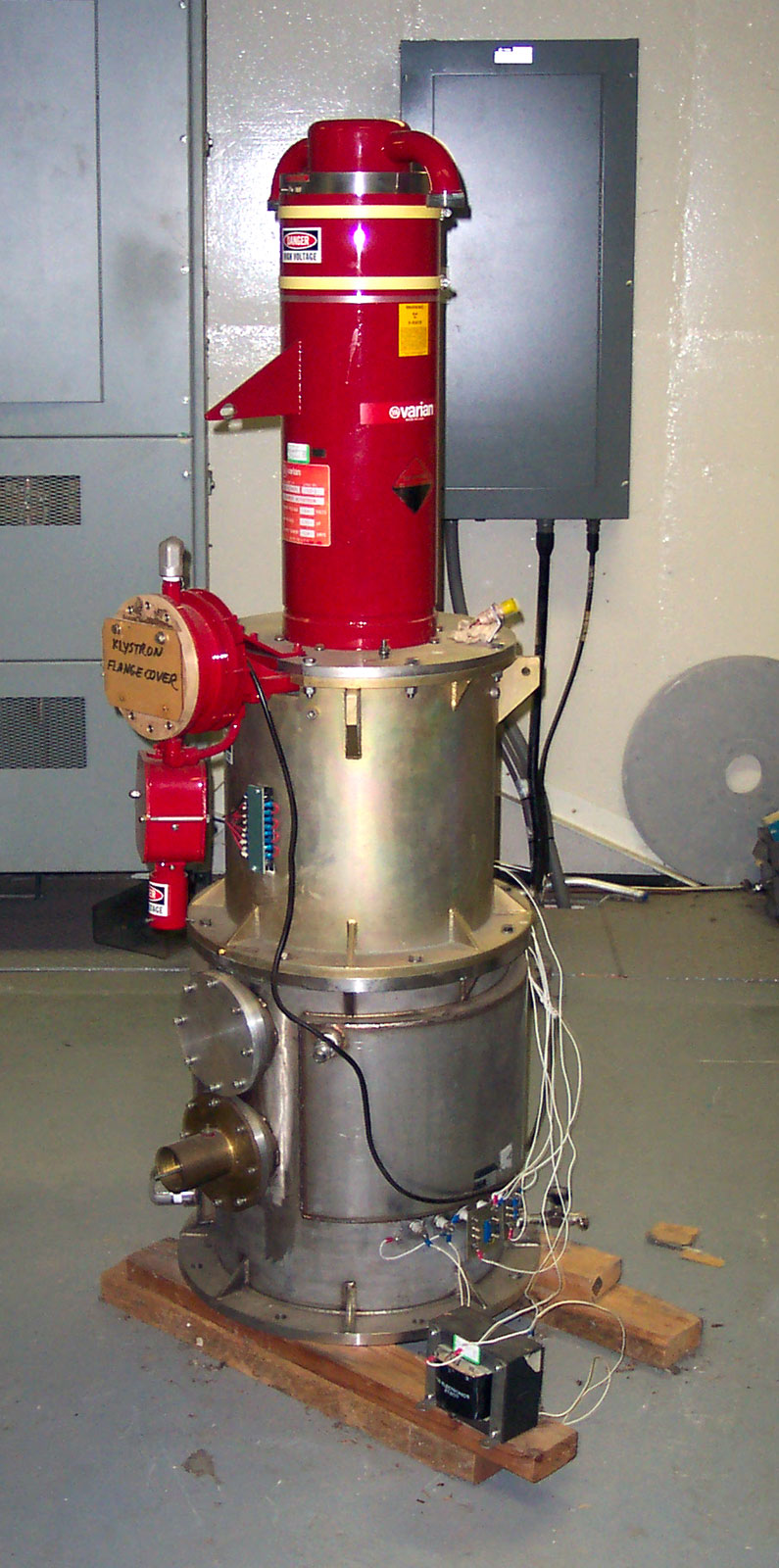
Un klystron pour communications spatiales

L’étage final d’un émetteur fournit à l’antenne la porteuse avec la puissance électrique souhaitée. Sa conception dépend de la fréquence et de la gamme de puissance, ces deux paramètres fixent le choix entre la technologie à semi-conducteur ou à tube électronique.
Ainsi les amplificateurs à l’état solide (SSPA) ont remplacé les tubes jusqu’à une puissance d’environ 200 W en HF et de 20 W en SHF. La mise en parallèle d’amplificateurs SSPA permet d’atteindre des puissances de l’ordre du kW en HF. Au-delà de ces puissances, les tubes électroniques tels que triodes et tétrodes sont utilisés aux fréquences LF, MF et HF (bandes de radiodiffusion AM), les klystrons et carcinotrons sont utilisés aux fréquences VHF et UHF (bande FM et télévision), les tubes à ondes progressives en SHF et EHF.
La classe d’amplificateur utilisée dépend principalement de la modulation : une classe non linéaire à haut rendement peut être utilisée en FM ou PM, alors qu’une classe linéaire est impérative en BLU ou modulation AM-PM combinées (OQPSK), ou émission de multiplex (télévision). 
Les émetteurs AM sont un cas particulier, la modulation pouvant être introduite :
- dans les étages de signal (« exciter »), suivis d’un étage de puissance linéaire ;
- en modulation directe sur l’alimentation du tube final, mais le modulateur AF est alors de très forte puissance ;
- en modulation directe sur une grille du tube final.

### Antenne et ligne de transmission
La variété des antennes utilisées selon les applications est plus grande que celle des schémas d’émetteur.
Dans tous les cas, l’adaptation des impédances entre l’étage amplificateur final et l’antenne, ainsi que la ligne de transmission éventuelle, sont critiques. Un circuit passif adaptateur d'antenne est utilisé si l’antenne ne présente pas l’impédance caractéristique demandée par l’étage de sortie.
La ligne de transmission peut être de type coaxial, de type guide d'ondes en faisceaux hertziens ou radars, ou encore une ligne haute impédance bifilaire.

### Circuits de protection

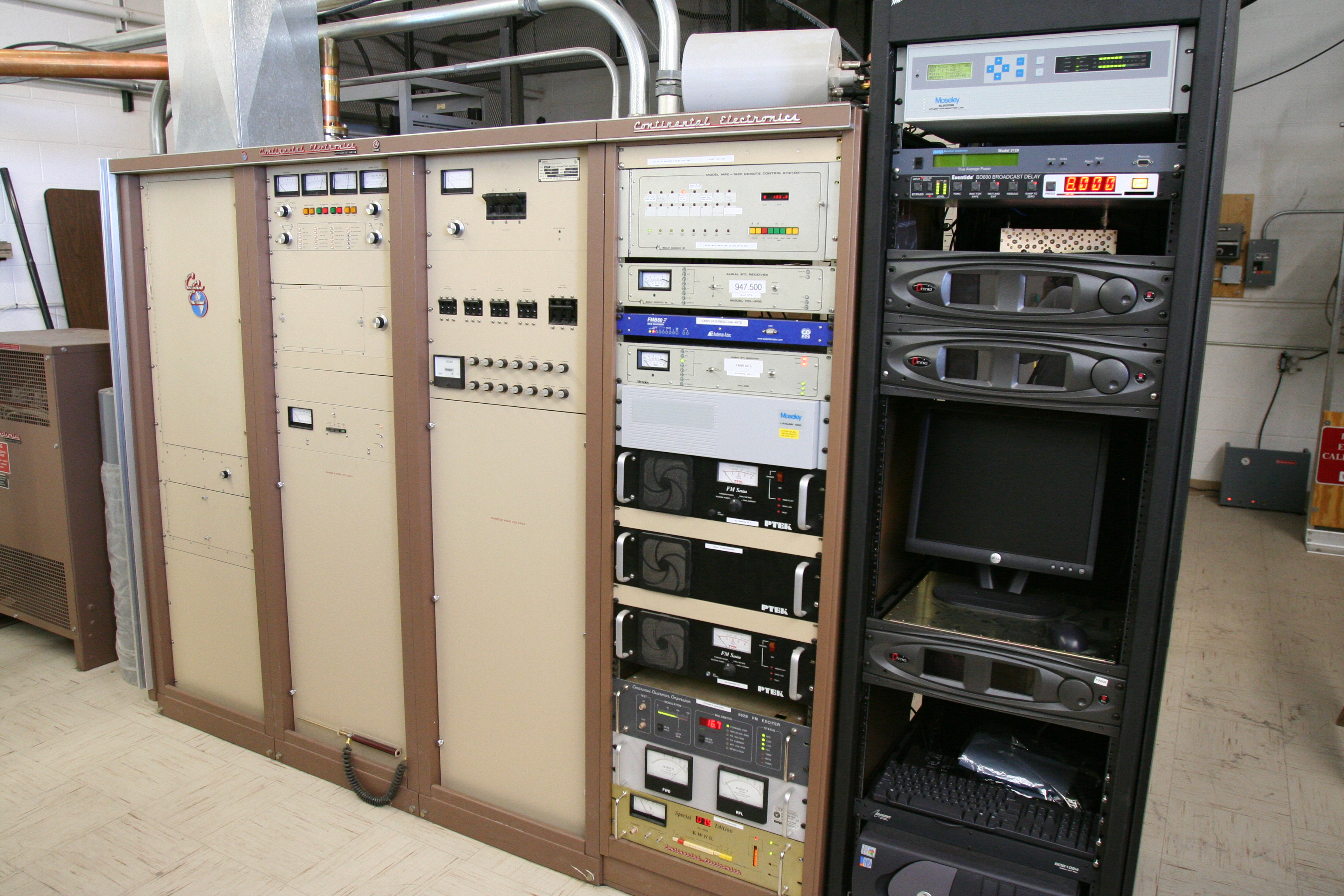
Pupitre d’un émetteur FM de 35 kW

Les tensions de plusieurs milliers de volts (jusqu’à 40 kV) sont présentes dans un émetteur de puissance, et nécessitent des protections électriques et humaines, en particulier pour les interventions de maintenance.
Les émetteurs sont exposés aux orages, et des éclateurs sont placés entre antenne et émetteur pour limiter les dommages. 
Les étages de puissance, particulièrement à semi-conducteurs, sont sensibles aux ondes réfléchies, et éventuellement détruits en cas de coupure d’antenne. Un circuit de mesure d’ondes stationnaires entre émetteur et antenne permet de couper la polarisation ou l’excitation en cas d’anomalie.
Tous les éléments de fonctionnement, tensions, courants, ondes réfléchies, puissance, sont mesurés et transmis, soit à un panneau ou pupitre, soit par télémesure (cas des satellites ou des relais isolés).

## Installation

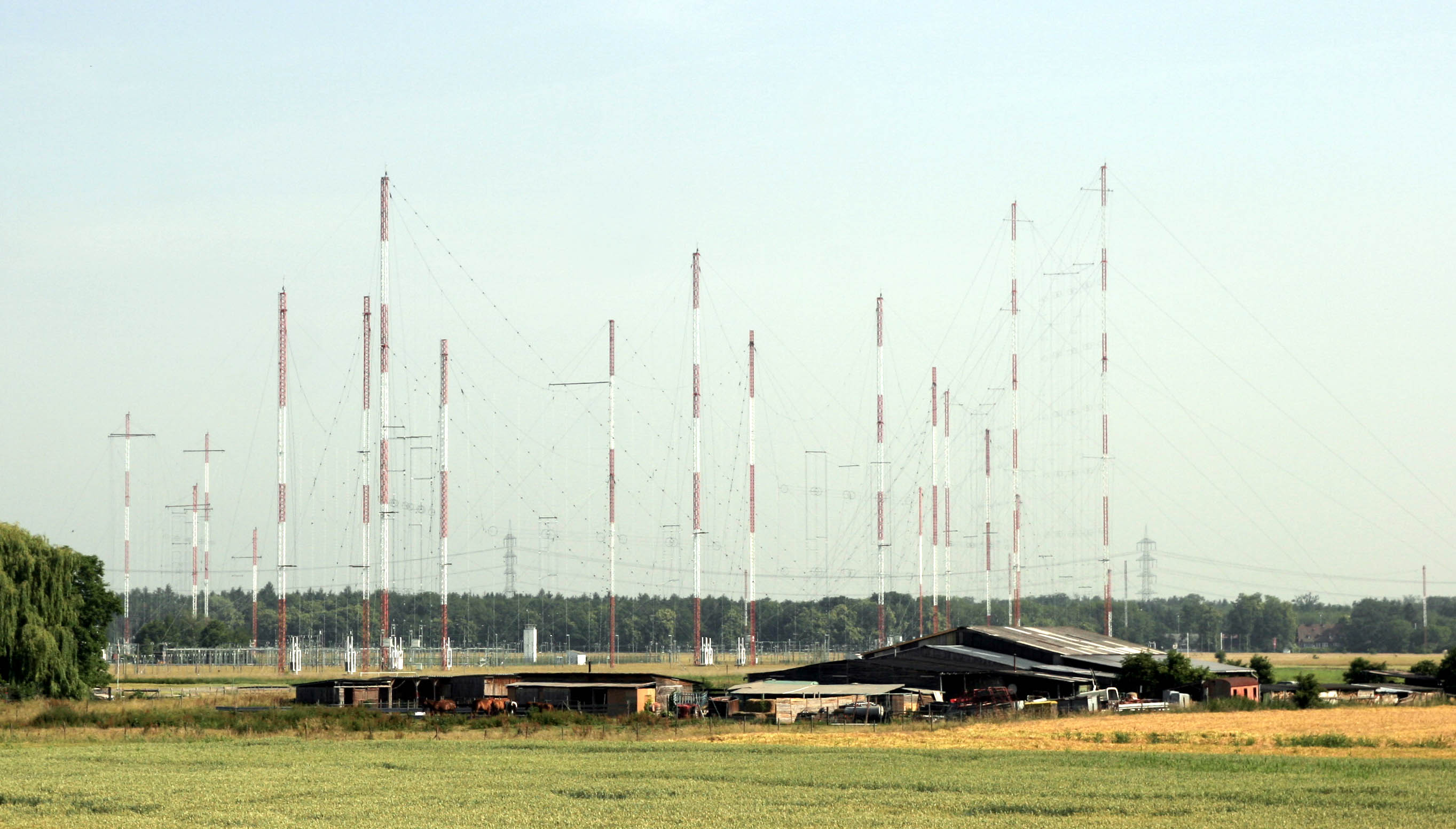
Champ d’antennes d’une station émettrice HF

Ce chapitre traite plus particulièrement des émetteurs de grande puissance : radiodiffusion, communications spatiales, radars de contrôle aérien, télécommunications maritimes ou radionavigation. L’installation d’une station portable ou fixe de radiotéléphonie ne présente pas les mêmes problèmes, et les stations mobiles terrestres, maritimes, ou aéroportées ont leurs propres contraintes. 

### Pylônes et sécurité
Le choix de l’emplacement d’un émetteur est lié à la couverture souhaitée, à la proximité humaine pour éviter les risques sanitaires, à la nature du sol.
En effet, les antennes verticales en LF, MF ou HF demandent un sol conducteur. Dans le cas contraire, des réseaux de câbles sont enterrés pour créer un plan de terre artificiel.
Un pylône d’antenne de quelques dizaines ou centaines de mètres présente un danger pour la navigation aérienne, et doit donc être muni des voyants réglementaires. 
La surface nécessaire à une antenne munie de son plan de sol additionnel, peut être considérable, particulièrement en VLF. La clôture de protection nécessaire peut être plus coûteuse que l’antenne elle-même.  

### Alimentation
Un émetteur de 1 MW comme Allouis est alimenté par une ligne à 100 kV propre (le centre-émetteur d'Allouis TDF possède deux émetteurs d'1 MW chacun). Un émetteur lié à des fonctions de sécurité, ou installé en région peu équipée, peut posséder un groupe électrogène permanent ou de secours. Un relais isolé peut également être alimenté par cellules solaires.
Pour un service totalement continu indépendant du réseau, un groupe électrogène doit être associé à une batterie tampon avec onduleur, pour supprimer le délai de démarrage du groupe.
Le refroidissement des étages de puissance peut s’effectuer par air forcé jusqu’à quelques kW, par conduction et échangeur à liquide, comme dans un moteur thermique, ou par ébullition comme dans les vapotrons.

### Interférences radioélectriques
C’est un problème complexe, car partagé entre émission et réception dans un système, sur un site, ou une zone de couverture. Il doit être traité globalement en amont, lors de la définition des fréquences, puissances, couvertures, et de l’installation en général. Des mesures particulières appliquées éventuellement après installation peuvent résoudre des problèmes ponctuels. 
Ce problème de compatibilité électromagnétique est particulièrement critique dans des systèmes comportant de nombreux émetteurs et récepteurs, par exemple un porte-avions ou un aéroport. On trouve parmi ces problèmes de cohabitation, entre autres :
- désensibilisation et saturation des étages d'entrée des récepteurs par le niveau élevé des champs ;

- intermodulation des récepteurs par la présence de plusieurs émissions puissantes reçues en entrée des récepteurs ;

- intermodulation des émetteurs entre eux, par retour vers les étages de puissance des signaux issus des autres émetteurs, ce qui impose l'utilisation de circulateurs /isolateurs ;

- produits de mélange généré par l'environnement. Par exemple, les cartes électroniques mal blindées des ordinateurs génèrent des émissions parasites par mélange de leurs horloges avec les champs puissants des émetteurs. Ces émissions parasites perturbent les récepteurs du site ;

- parasites large bande générés par les contacts métalliques incertains de l'environnement (pylônes...) baignant dans les champs forts.

D'autres exemples ont été largement médiatisés, comme la perturbation mutuelle des réseaux Wi-Fi en zone dense, les striures des images de télévision dues à des émetteurs proches, ou les parasites entendus sur les lignes téléphoniques à proximité d’émetteurs de radiodiffusion.
D’autres exemples sont connus par les interdictions qui en résultent, comme l’interdiction des téléphones portables en avion.

### Contraintes sanitaires et environnementales
Les émetteurs de grande puissance peuvent présenter un risque sanitaire, en fonction du champ électrique subi par les personnes vivant au voisinage. Un périmètre non habité peut être nécessaire.
D’autres contraintes d’installation peuvent être dues au risque de la foudre, aux forces de vent, et au climat en général (dégivrage, déneigement des radômes, etc.).